# Vena safena major
La vena safena major, o vena safena interna, és una vena subcutània (per tant, superficial) de la cama. És la vena més llarga del cos, ja que va al llarg de l'extremitat inferior.
Els termes safaina (que en grec significa 'manifest', 'a veure clarament') i safin (que en àrab significa 'ocult'/'cobert') s'han proposat com l'origen de la paraula «safena».